# Kriegerdenkmal (Kröv)

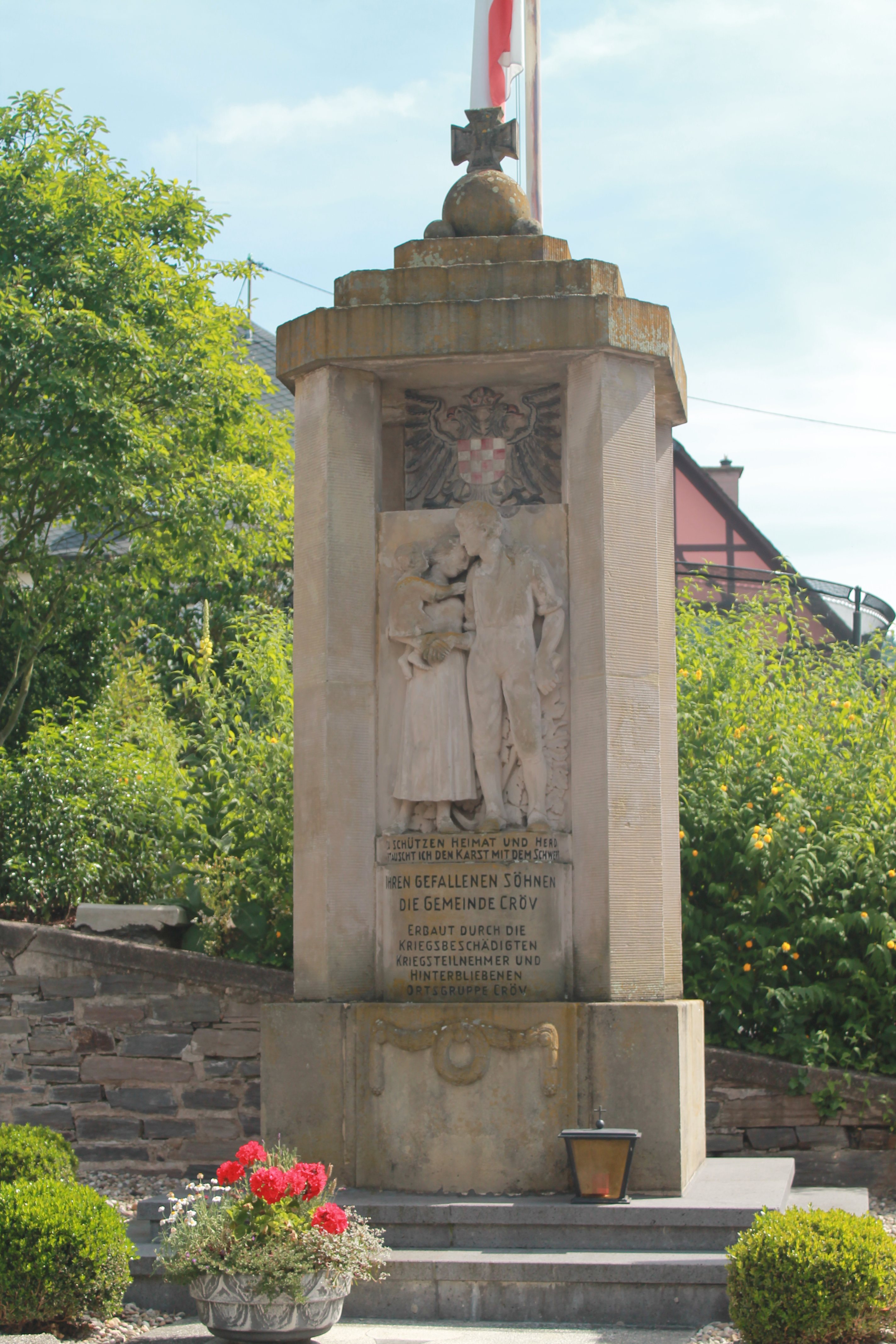
Kriegerdenkmal in Kröv

Das Kriegerdenkmal in Kröv, einer Ortsgemeinde im Landkreis Bernkastel-Wittlich in Rheinland-Pfalz, wurde um 1928 errichtet. Das Kriegerdenkmal an der Robert-Schuman-Straße (Ecke Ehrenmalstraße), das zur Erinnerung an die im Ersten Weltkrieg Gefallenen der Gemeinde erbaut wurde, ist ein geschütztes Kulturdenkmal.
Auf einem rechteckigen Sockel steht das Denkmal mit dem Hochrelief einer Familie mit Kind, darüber ist das Wappen der Gemeinde Kröv zu sehen. Abgeschlossen wird das Monument von einer dreifach gestuften Abdeckung, auf der eine steinerne Kugel von einem Eisernen Kreuz bekrönt wird.
Die Inschrift lautet:
Zu schützen Heimat und Herd

tauscht ich den Karst mit dem Schwert.

Ihren gefallenen Söhnen

die Gemeinde Cröv

Erbaut durch die

Kriegsbeschädigten

Kriegsteilnehmer und

Hinterbliebenen

Ortsgruppe Cröv